# Totdat ik jou
Totdat ik jou is een nummer van het Nederlandse cabaret- en zangduo Acda en De Munnik uit 2004. Het is de eerste single van hun vijfde studioalbum Liedjes van Lenny.
Het nummer werd een bescheiden hitje in Nederland. Het bereikte de 36e positie in de Nederlandse Top 40.